# سلسله مینگ (مجموعه تلویزیونی)
سلسله مینگ (انگلیسی: Ming Dynasty) مجموعهٔ تلویزیونی تاریخی چینی محصول سال ۲۰۱۹ با بازی تانگ وی و ژو یاون است، و تا سال ۲۰۲۰ از هونان تلویژن پخش شد. این مجموعه یک اثر اقتباسی از رمان تاریخچهٔ شش دوره (چینی ساده: 六朝纪事) از لیانگ‌جینگ ژویی (چینی ساده: 莲静竹衣) است.